# بيير مولر
بيير مولر هو سياسي سويسري، ولد في 1952.